# Dioryctria durangoensis
Dioryctria durangoensis is een vlinder uit de familie van de snuitmotten (Pyralidae). De wetenschappelijke naam van de soort is voor het eerst geldig gepubliceerd in 1986 door Mutuura & Neunzig.